# Almendral
Almendral é um município da Espanha na comarca de Llanos de Olivenza, província de Badajoz, comunidade autónoma da Estremadura, de área 68 km². Em 2021 tinha 1 223 habitantes (densidade: 18 hab./km²).

## Demografia
| Variação demográfica do município entre 1991 e 2004 [carece de fontes?] | Variação demográfica do município entre 1991 e 2004 [carece de fontes?] | Variação demográfica do município entre 1991 e 2004 [carece de fontes?] | Variação demográfica do município entre 1991 e 2004 [carece de fontes?] |
| ----------------------------------------------------------------------- | ----------------------------------------------------------------------- | ----------------------------------------------------------------------- | ----------------------------------------------------------------------- |
| 1991                                                                    | 1996                                                                    | 2001                                                                    | 2004                                                                    |
| 1522                                                                    | 1494                                                                    | 1430                                                                    | 1352                                                                    |

## Património
- Castelo dos Arcos
- Igreja de Santa Maria Madalena
- Igreja de São Pedro Apóstolo
- Ermida de Nossa Senhora Finibus Terrae
- Convento de Rocamador